# 明治百年記念式典
明治百年記念式典（めいじひゃくねんきねんしきてん）は、日本の元号が慶応から明治に改元された「明治元年9月8日（1868年10月23日）」から100周年となるのを記念して1968年（昭和43年）10月23日に挙行された日本政府主催の式典。時の日本政府により行われていた一連の「明治百年祭」において、その最重要イベントとして位置づけられていた一大祝典であった。

## 概要
明治改元100年を記念して日本武道館にて1968年（昭和43年）10月23日水曜日午前10時半から日本政府主催「明治百年記念式典」を挙行。昭和天皇・香淳皇后をはじめ常陸宮正仁親王・正仁親王妃華子、閣僚、国会議員、在日外交団、各界代表、青少年代表ら約1万人が出席した。
田中龍夫総理府総務長官の開会の言葉に始まり全員が国歌を合唱、佐藤栄作内閣総理大臣が式辞を述べる。天皇の言葉に続き小平久雄衆議院副議長、重宗雄三参議院議長、横田正俊最高裁判所長官、フレーチャ・トーレス在日外交団長の順序で祝辞を述べ近衛秀麿指揮のNHK交響楽団がワーグナーの「ニュルンベルクのマイスタージンガー」前奏曲を演奏、続いて青少年代表 が「若人の誓い」を述べた。
次いで、明治100年頌歌「のぞみあらたに」の合唱が行なわれる中、日本体育大学の男女学生約130人による体育演技「若人の躍動」が行なわれ、NHK交響楽団がヘンデルの「王宮の花火の音楽」を演奏。佐藤総理大臣が音頭を取り万歳を三唱。午前11時20分に終了。

## 目的
明治百年記念準備会議・広報部会(木村毅・林房雄・安岡正篤など)によって「明治百年を祝う」と題する5項目からなる一文が作成される。政府の明治百年行を記念する行事・業は、すべてこれを基調としたものであった。その大筋は、
1. 明治という時期を画して封建制度から脱却し、山積する内政外交上の諸問題に直面しながら国家百年の大計に立って諸制度の改革を断行し、近代国家への方向を確立した偉業を高く評価し、
2. その改革と近代化の原動力となった先人の国民的自覚と聡明と驚くべき勇気と努力、そしてその所産である事績に感謝し、
3. また、過去の過ちを謙虚に反省し、
4. 百年間における他に類例を見ない発展と現在の繁栄を評価しながらも、他面、高度の物質文明が自然や人間性を荒廃させている現実を憂慮して、その是正の必要性を痛感し、
5. 次の世代をになう青少年の物心両面のいっそうの努力と精進に期待して、

「この百年の経験と教訓を現代に生かし、国際的視野に立って新世紀への歩みを確固としたものにする決意を明らかにする」のが「明治百年を記念する基本態度」である、というものであった。

## 開催経緯
そもそもの「明治百年祭」の開催の淵源には、1950 - 1960年代にかけてのフランス文学者・桑原武夫による「明治の再評価」の主張や中国文学者・竹内好による「明治維新百年祭」の提案があった。
また日本の近代化100年の歩みを正しく評価しようとする機運が、当時の国民の間に急速に盛り上がりつつあり、これに呼応するかのように、民間の明治100年にちなんだ催しものや出版物、放送演劇などが催された。
日本政府は、このような国民的な盛上がりを背景として、明治百年記念事業等を全国民的なものとして実施するため、1966年（昭和41年）4月15日の閣議決定に基づいて、前述の準備会議を設けてこの問題を検討するとともに、「世論調査」や「国政モニターの意見聴取」などを実施して、国民各層の意見を準備会議に反映するよう努めた。
日本政府では、明治百年記念準備会議（内閣総理大臣以下の全閣僚など政府関係者20名、民間の各界代表25名、学識経験者42名、計87名で構成）の答申に基づき、各種の記念行事や事業を計画し、「青年の船」の運航、「記念公園」の建設・整備事業、「明治美術展」の開催など、多くの記念行事・事業がすでに実施されていた。
準備会議では、式典、行事、事業および広報の4部会を設け、1966年（昭和41年）5月から約6か月にわたってそれぞれの課題について審議をすすめ、同年11月に「明治百年を記念する基本態度」「記念祝典実施要綱」「記念行事・事業の項目」等についての基本構想を政府に答申した。政府の明治百年を記念する基本態度はもとより、これに関連する記念行事等は、すべてこの準備会議の構想を基調とした。

## 実施日
記念式典の起算点は、改元の日のほか、「明治天皇践祚の日（1867年2月13日（慶応3年1月9日））」、「大政奉還勅許の日（1867年11月10日（慶応3年10月15日））」、「王政復古の大号令の日（1868年1月3日（慶応3年12月9日））」、「五箇条の御誓文渙発の日（1868年4月6日（慶応4年3月14日））」なども検討されたが「明治改元の日を『政治的意味が少ない』として起算点とする」と準備会議にて決定。

## その他
- 当日は休日とはしなかった。これは、当日学校で同趣旨の行事が行いやすいようにする配慮からであった。場所を日本武道館としたのは、一般市民を多数参列させるため式場を国立競技場または神宮外苑なども検討したが、雨天の場合の混雑等を考慮して「屋内会場」としたためであった[4]。
- 人事院が指令を発し、当日午後は、公務に支障のない限り、国家公務員がこの記念の趣旨に沿うため勤務しないことを承認しうる措置をとった[6]。
- 都道府県版の百年記念式典も各地で行われた。鹿児島県の例では同年3月6日に「鹿児島県明治百周年記念式典」として行われ、皇太子夫妻の出席を得た[7]。

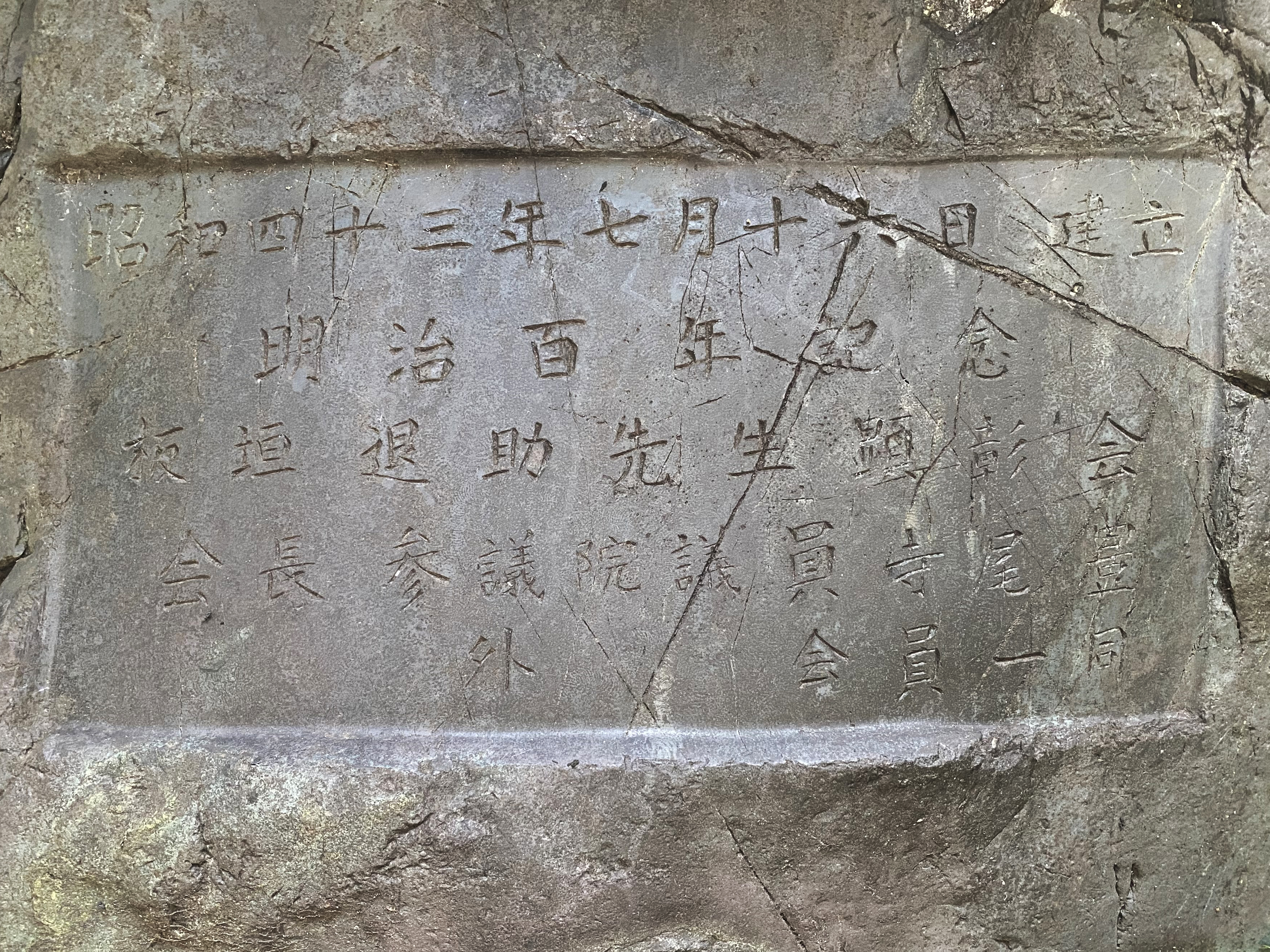
板垣退助墓所（東京・品川）

- 1968年（昭和43年）は、明治の元勲・板垣退助の薨去から50回忌となるため「明治百年記念・板垣退助先生五十回忌式典」を挙行するため、自民党関係者らによって佐藤栄作を名誉総裁とする「板垣退助先生顕彰会」が設立され、自民党の源流となる板垣の顕彰祭を行った[8]。

## 式典以外の記念事業
- 『合唱とブラスのための楽曲 大いなる秋田』
- 明治百年記念展望塔
- 群馬の森
- 鈴鹿青少年の森
- 国営武蔵丘陵森林公園
- 維新百年記念公園
- 明治の森箕面国定公園
- 北海道立真駒内公園
- 台原森林公園
- 明治百年記念恩赦 - 久松定武、白石春樹らが対象となった
- 明治維新百年記念明治神宮野球大会
- 明治百年記念第二十三回国民体育大会
- 第50回全国高校野球選手権大会 青春
- 群馬県立図書館
- 富山県立図書館
- 会津若松市立会津図書館[9]
- 佐賀県立博物館
- 山形県立博物館
- アイウエオ（テレビ番組）
- 明治天皇紀
- 国立歴史民俗博物館
- 羽島市民会館
- 戸田村立造船郷土資料博物館
- 青年の船

ほか多数